# Arlette Zola
Arlette Zola (* 29. April 1949 in Freiburg im Üechtland), bürgerlich Arlette Jaquet, ist eine Schweizer Sängerin. Ihr Künstlername leitet sich vom Namen ihres Stiefvaters René Quazzola ab.

## Leben
Arlette Zola ist in Freiburg im Üechtland aufgewachsen. Im Restaurant De la Grand-Fontaine ihrer Mutter unterhielt sie die Gäste, indem sie zur Gitarre sang. Ihre erste Schallplatte wurde von ihrem Stiefvater finanziert, der ihr auch Kontakte zur Musikbranche vermittelte. So kam sie zu einem Plattenvertrag bei der Pariser Marke Disc AZ. Ende 1966 erschien die erfolgreiche Single Elles sont coquines.
1967 folgten die im frankophonen Raum ebenso erfolgreichen Titel Deux garçons pour une fille, Le marin et la sirène und Je n’aime que vous. Auch in Deutschland erschienen Aufnahmen, allerdings blieben grosse Hits aus.
Ab 1970 zog sich Arlette Zola aus dem Musikgeschäft zurück. Nach der Heirat 1972 führte sie mit ihrem Mann mehrere Jahre lang einen Bauernhof im Kanton Freiburg. Mit Hilfe der Unterstützung des Genfer Musikers Alain Morisod kehrte Arlette Zola in das Musikgeschäft zurück und vertrat 1982 die Schweiz am Eurovision Song Contest im englischen Harrogate. Mit Morisods Komposition Amour on t’aime erreichte sie den 3. Platz. 1998 trat sie wieder im Westschweizer Fernsehen auf und nahm mit Morisod ein Medley ihrer vier grössten 1966er-Hits auf.
Heute lebt Arlette Zola in Freiburg im Üechtland und arbeitet im Gastgewerbe. Im April 2009 erschien eine CD mit den Originalaufnahmen ihrer alten Hits.

## Diskografie
- 1965: Un peu d’amour, Libéria[3]
- 1966: Elles sont coquines, Disc AZ
- 1967: Arlette Zola, Disc AZ
- 1967: Deux garçons pour une fille, Disc AZ
- 1967: Je n’aime que vous, Disc AZ
- 1968: Musique en tête, Disc AZ LP
- 1969: C’est toute la terre, Disc Concert Hall LP
- 1969: La marchande de bonbon, Vogue
- 1970: L’été, Vogue
- 1971: Je suis folle de tant t’aimer, Vogue
- 1972: Pour que vienne enfin ce grand matin, Evasion
- 1977: Tu inventais des saisons, Tourel
- 1980: Offre moi un sourire, Libéria
- 1981: Frappe dans tes mains, Libéria
- 1981: Les fiancés du lac de Côme, LP Libéria
- 1982: Amour on t’aime, LP Jupiter Records
- 1982: Je n’ai pas changé, LP Jupiter Records
- 1983: Billy Boogie, LP Vogue
- 1984: Hasta manana amore mio, Disc Ibach
- 1990: Mais moi je l’aime, Libéria
- 2003: Laissez-moi encore chanter, Azo
- 2005: Amour … Amitié, Azo
- 2007: Le bonheur ne coûte rien, Azo
- 2009: Souvenir, mes anées 60